# NuGeneration
NuGeneration (NuGen) ist eine in Abwicklung befindliche Toshiba-Tochter, die ursprünglich das Moorside-Projekt plante, ein neues Kernkraftwerk auf dem Sellafield-Gelände in Großbritannien.
Beabsichtigt waren bis zu 3 AP1000-Reaktoren von Westinghouse. Da Westinghouse aufgrund von Problemen auf seinen US-Baustellen Virgil C. Summer 2&3 und Vogtle 3&4 im März 2017 Gläubigerschutz nach Chapter 11 beantragte, war die Fortführung des Projekts schon länger äußerst fraglich.  
NuGen wurde im Februar 2009 als Joint Venture zwischen GDF Suez (heute Engie) (37,5 % der Anteile), Iberdrola (37,5 % der Anteile) und Scottish and Southern Energy (SSE) (25 % der Anteile) gegründet. Im Laufe der Zeit stiegen alle Gründer aus. 
Im Oktober 2009 kaufte NuGen für 70 Mio. Britische Pfund eine Option zum Kauf von Land bei Sellafield. Verkäufer der Option war die Nuclear Decommissioning Authority. 
NuGen gab an, 2015 die endgültige Investitionsentscheidung treffen zu wollen und eventuell 2023 mit der Stromproduktion beginnen zu wollen.
Das Unternehmen wurde 2010 geführt von Alfio Vidal (Iberdrola) ("chief nuclear director") und von Olivier Carret (GDF Suez) (COO = chief operating officer).   
Seit 1. Juni 2015 ist Tom Samson Chief Executive Officer (Vorstandsvorsitzender).
Im September 2011 (ein halbes Jahr nach dem Beginn der Nuklearkatastrophe von Fukushima) teilte SSE mit, das Konsortium zu verlassen und seine Anteile je zur Hälfte an GDF Suez und Iberdrola zu verkaufen.
Im Jahr 2017 besaß Toshiba 60 % und Engie die restlichen 40 % an NuGen. Am 4. April 2017 forderte Engie Toshiba gemäß einer Vereinbarung auf, seine NuGen-Anteile an Engie zu verkaufen oder die Anteile von Engie zu übernehmen. Am 29. Juli teilte Toshiba mit, die Übernahme der Engie-Anteile vollendet zu haben und jetzt der alleinige Eigner von NuGen zu sein.
Im November 2018 gab Toshiba bekannt, sich aus dem Kernkraftwerksprojekt Moorside zurückzuziehen und in diesem Zusammenhang NuGeneration bis Januar 2019 abzuwickeln. Als Gründe für die Aufgabe von NuGeneration gab Toshiba an, keinen Bieter für NuGeneration gefunden zu haben, während das unternehmen bereits 400 Mio. Pfund an Verlusten erwirtschaftet habe.